# Cinisara
La Cinisara è una razza bovina autoctona siciliana a duplice attitudine, secondo alcuni autori mantenutasi in purezza per l'isolamento territoriale della sua zona di origine, costituita da una fascia costiera delimitata dalle montagne carbonatiche del palermitano, nel territorio di Cinisi (PA) da cui la razza trae il nome. Nel 2000 il numero totale di riproduttrici è stato valutato in 3.500 capi così come riportato nel Piano di Sviluppo Rurale della Regione Siciliana redatto ai sensi del Reg.CE 1257/99 (GURS nº5 del 2/02/2001). 

## Storia
La razza ha antichissime origini, testimoniate da documenti risalenti al 1200, conservati presso l'archivio del monastero di San Martino delle Scale. Riconosciuta razza sul finire del 1995, sin dal 1975 figurava nel libro genealogico della Modicana anche se, sin dall'inizio degli anni '80, veniva considerata una popolazione ben definita di tutto rispetto, sia per il profilo funzionale che morfologico, tanto da richiamare l'attenzione degli studiosi che unitamente agli allevatori puntualizzavano, in diversi convegni scientifici e rassegne nell'area di maggiore diffusione (la provincia di Palermo ed in particolare i comuni di Cinisi, Torretta e Carini), le peculiarità tipiche come premessa di notevole interesse zootecnico.

## Areale
La Cinisara è principalmente allevata nella zona settentrionale della Sicilia, precisamente sulle coste delle provincie di Palermo, Trapani, Messina ed in alcune zone collinari dell'entroterra dell'Agrigentino.

## Caratteristiche produttive
Razza a duplice attitudine produttiva, data la notevole rusticità, formatasi nel tempo la bovina Cinisara, a volte anche per mancanza di altre essenze sicuramente più appetibili, ha sviluppato un elevato grado di adattamento anche verso essenze che solitamente non sono appetibili e scarsamente pabulari (ad esempio la Trigonella spp etc) ma molto ricche di sostanze anti-ossidanti che si trasferiscono poi nel latte o nella carne. In merito alla produzione di latte, questa supera anche i 3000 kg per lattazione col 3,5% di grasso. Per quanto riguarda l'attitudine alla produzione della carne i vitelloni Cinisari hanno fatto registrare incrementi giornalieri che si avvicinano al chilo, con peso vivo all'età di circa due anni supera i 500 kg e con resa a caldo vicina al 60% (Leto et al. 1987).
Attualmente è in corso la richiesta per la per l'ottenimento della D.O.P. "Carne di Cinisara" presso il Ministero delle politiche agricole, alimentari e forestali intrapresa dal Consorzio di Tutela della Carne Bovina Cinisara di Palermo.